# Ulica Stawowa w Katowicach
Ulica Stawowa w Katowicach (niem. Lazarettstraße, Teichstraße, w latach 1939–1945 Woyrschstraße) – jeden z najważniejszych i najbardziej znanych deptaków w katowickim Śródmieściu. Jej nazwa prawdopodobnie pochodzi od stawu, który istniał za ulicą Piotra Skargi. Rozpoczyna swój bieg przy skrzyżowaniu z ul. ks. Piotra Skargi, następnie krzyżuje się z ulicą Adama Mickiewicza (na tym odcinku dopuszczony jest ruch autobusów, za skrzyżowaniem ulica zamienia się w deptak). Kończy swój bieg przy skrzyżowaniu z ulicą 3 Maja. Stanowi ona pieszy pasaż o charakterze handlowym i usługowym, będący jedną z ważnych przestrzeni publicznych o funkcji reprezentacyjnej i integrującej. W drugiej połowie lat 90. XX wieku, ze względu na dużą liczbę przechodzących tamtędy ludzi, stanowiła jeden z wyraźniejszych obszarów centrum Katowic. W badaniach z roku 2005 była ona jednym z nielicznych obszarów centralnych miasta odczuwanych jako przyjemne i zadbane.

## Historia

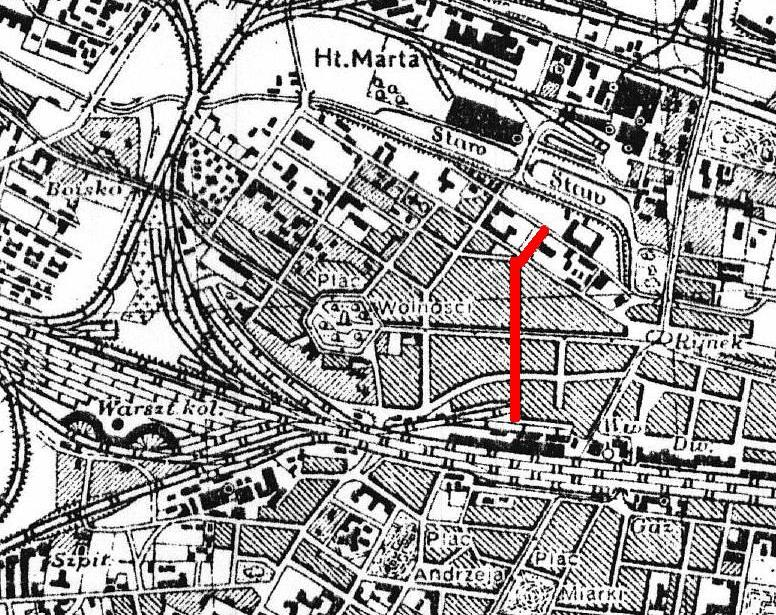
Ulica Stawowa, zaznaczona czerwoną linią, na mapie Wojskowego Instytutu Geograficznego z 1933

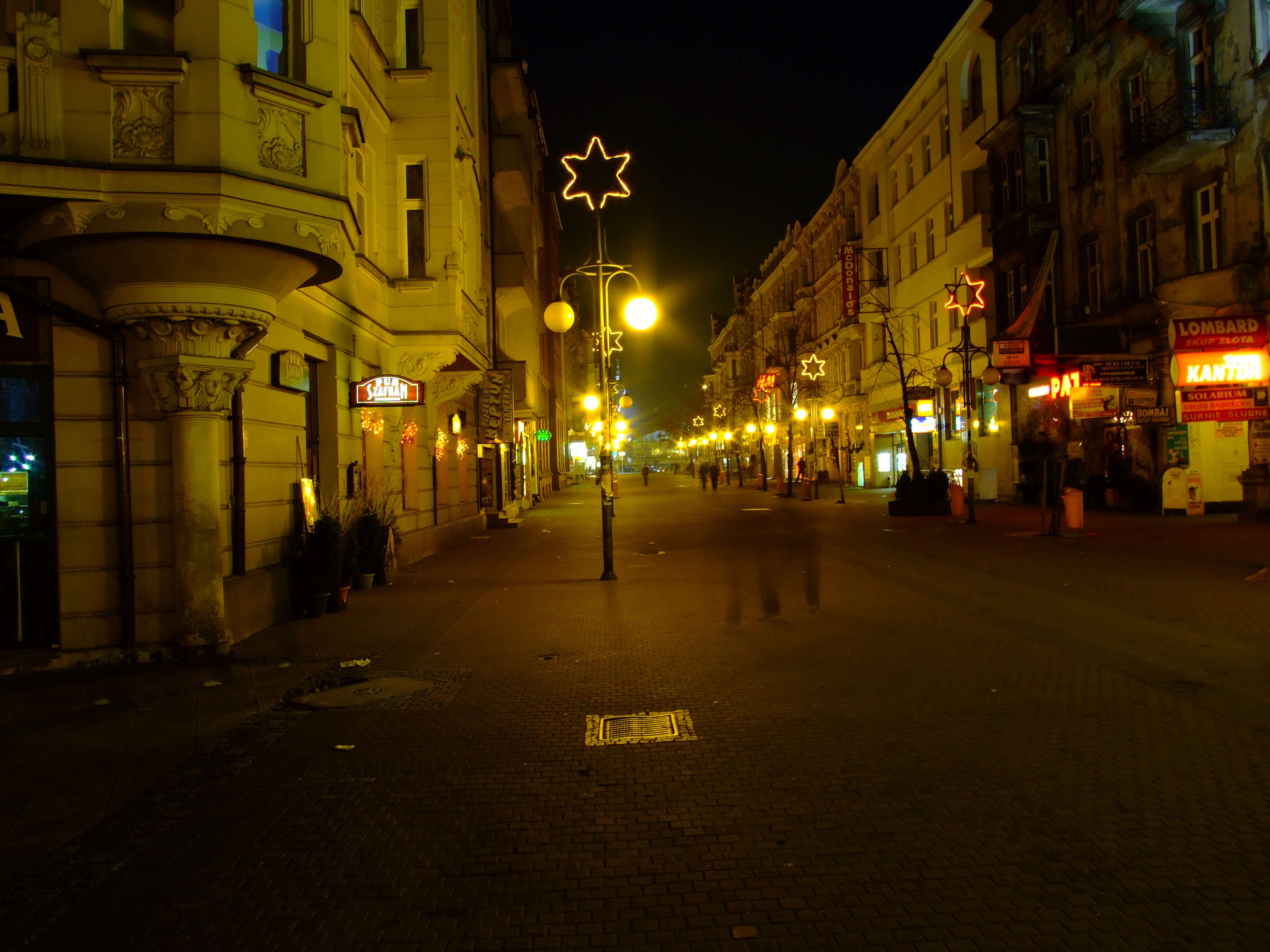
Ulica Stawowa nocą

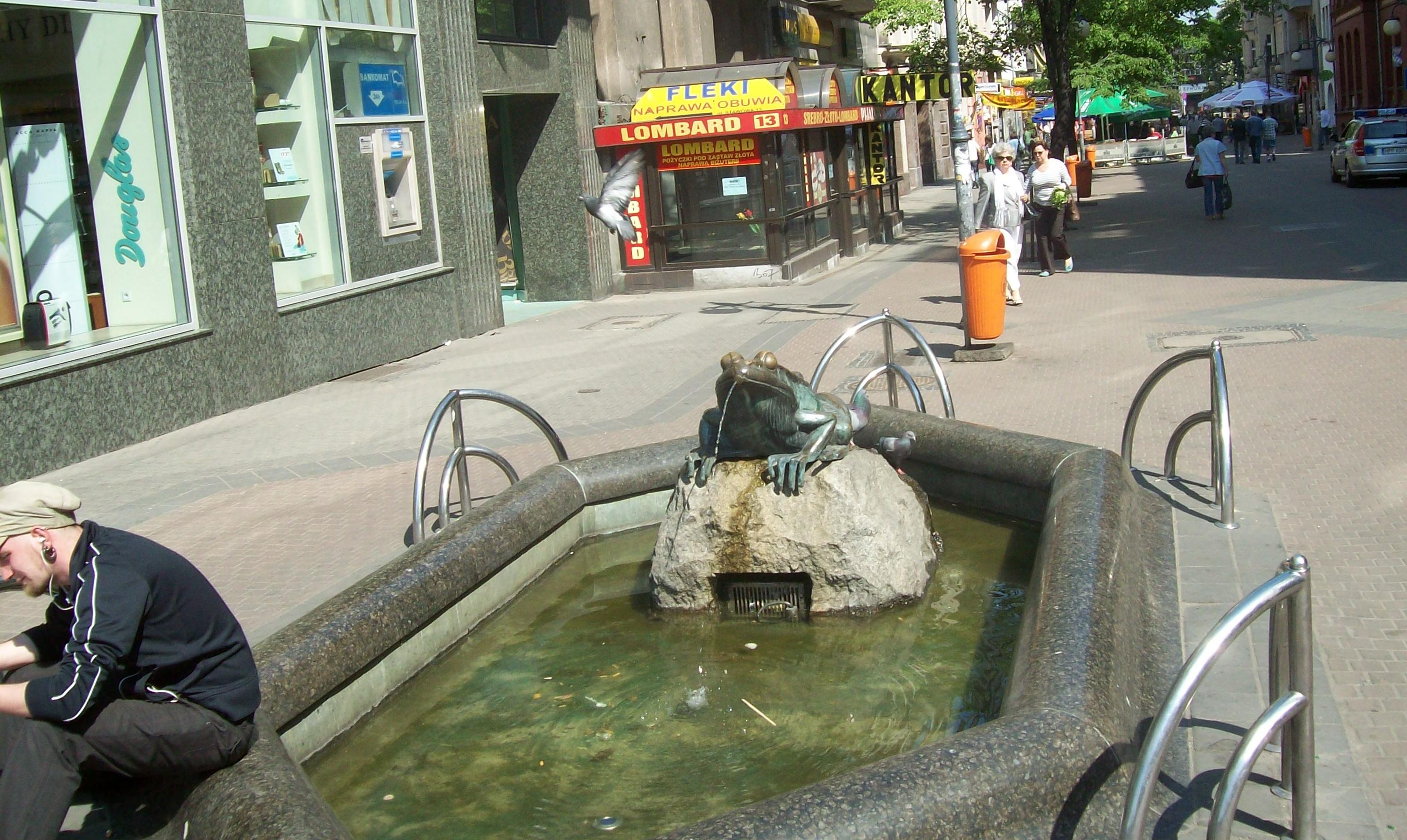
Fontanna „Żabka” na ul. Stawowej

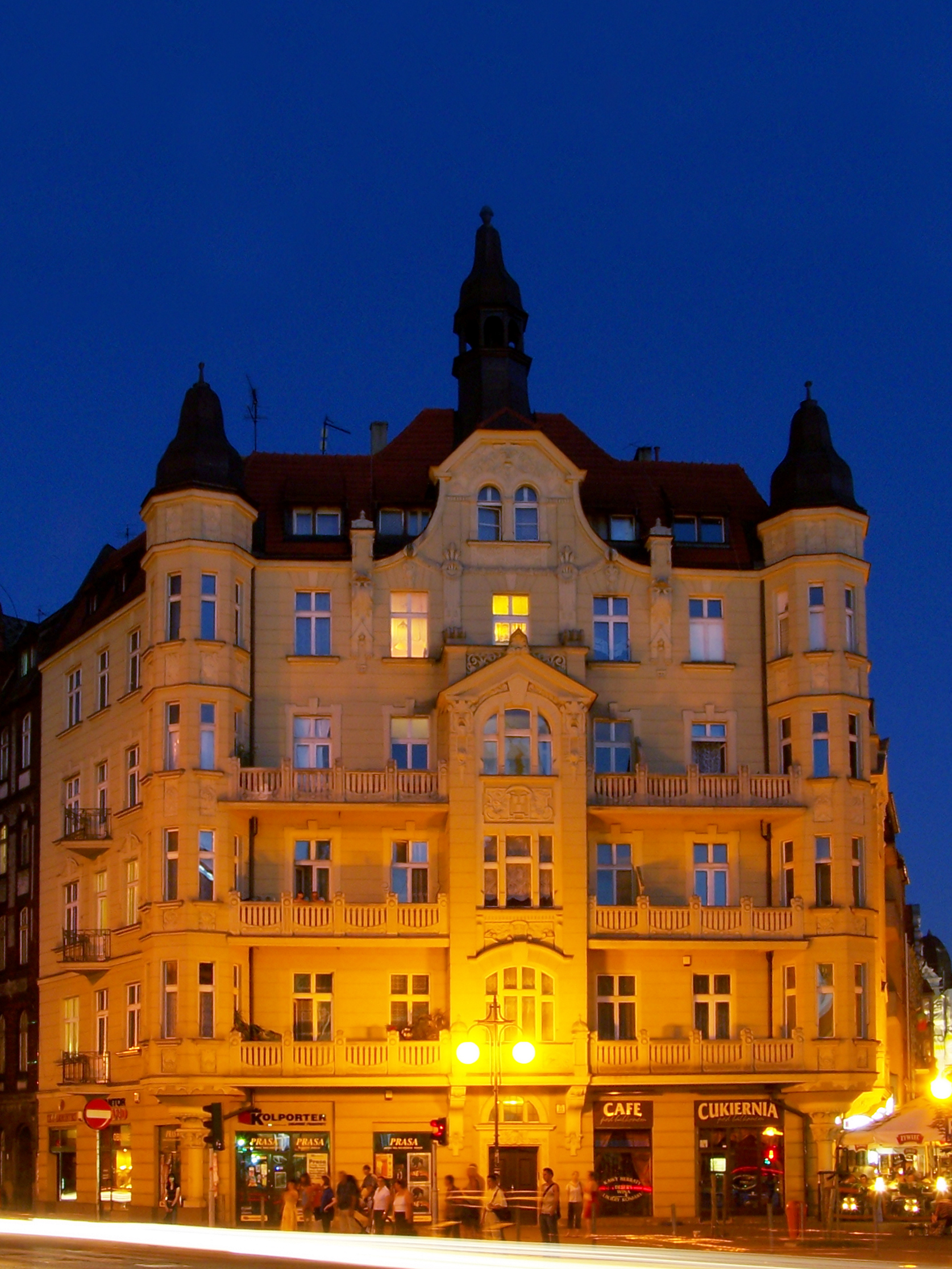
Kamienica na rogu ulic Mickiewicza i Stawowej

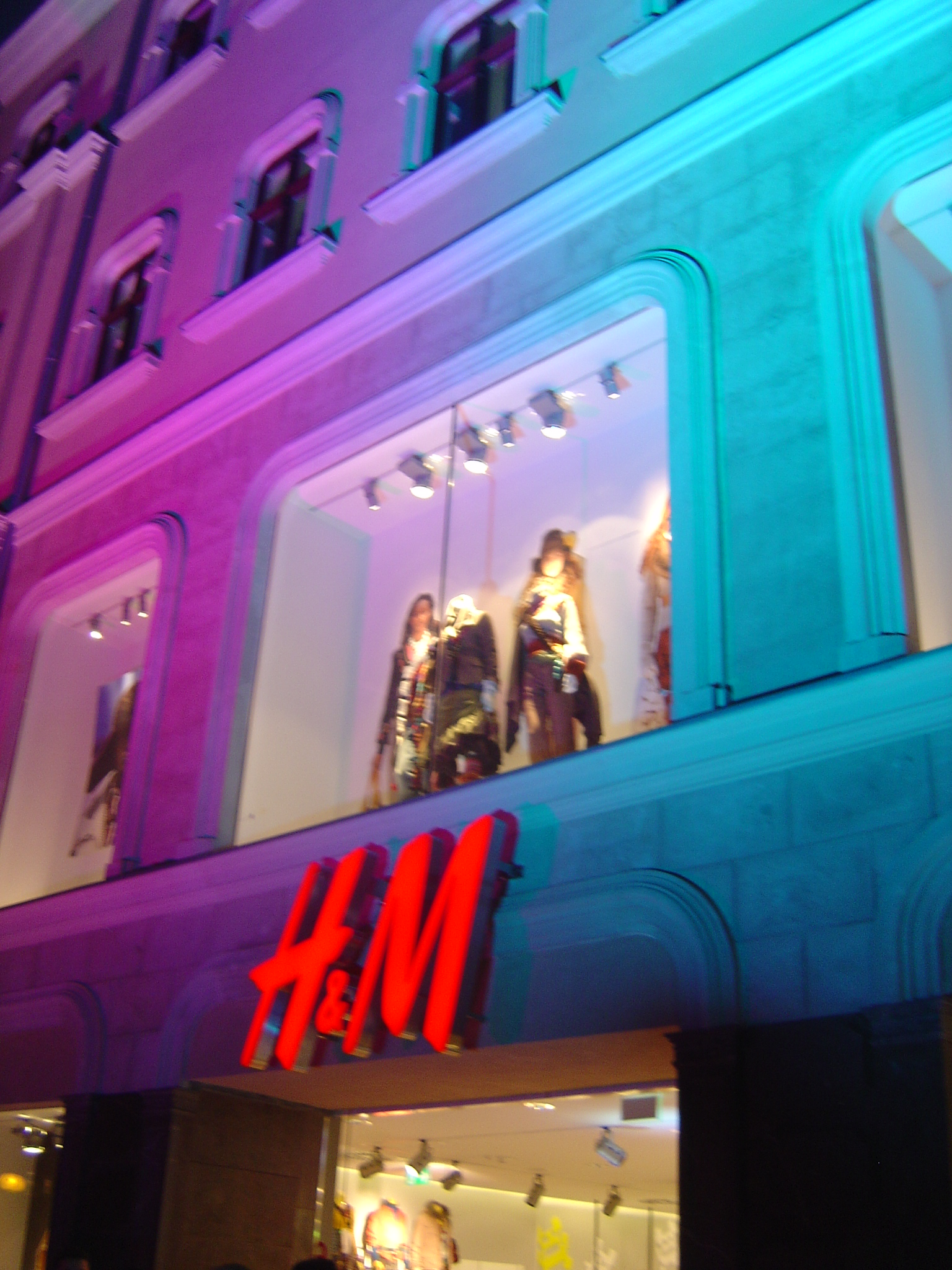
Jeden z wielu sklepów na ul. Stawowej

W 1857 w rejonie dzisiejszych ulic Adama Mickiewicza i Stawowej uruchomiono hutę żelaza Jakub (niem. Jakobshütte), zbudowaną przez spółkę Kremski Kożuszek, Klausa i Rosse. Znajdowała się w niej kuźnia z napędem parowym i odlewnia. Hutę zlikwidowano pod koniec XIX wieku. Od 1871 przy ulicy działa szkoła. Budynek mieścił między innymi mniejszościową szkołę niemiecką i niemieckie przedszkole (do 1939). Istniejąca dzisiaj część ulicy (numery 1-13) powstała w latach 90. XIX wieku, kiedy zaczęto zabudowywać obszar dworski, a huta przestała funkcjonować. Z południowej części ulicy pozostały do dziś kamienice przy placu Wilhelma Szewczyka (nr 1-5). Na posiedzeniu Rady Miasta Katowice z 13 października 1890 ulicy nadano nazwę Lazarettstraße. W 1911 rozpoczęto wydawanie Gazety Ludowej z siedzibą redakcji przy ul. Stawowej. W latach 1906–1922 mieściła się tu również siedziba Kuryera Śląskiego (ul. Stawowa 8), założonego przez Wojciecha Korfantego.
Przed I wojną światową obecne przedłużenie pomiędzy ul. A. Mickiewicza a ul. ks. Piotra Skargi nosiło nazwę Tiele-Winckler Platz (pol. plac Tiele-Wincklerów).
W 1922 ulicę przemianowano na Stawową, w latach 1939–1945 nosiła nazwę Woyrschstraße, po czym przywrócono polską wersję. Do 1939 pod numerem 8 wydawany był dziennik Der Oberschlesiche Kurier oraz czasopismo Ostscheisische Post. W dwudziestoleciu międzywojennym na rogu ulic 3 Maja i Stawowej znajdował się postój dorożek. W budynku pod numerem 16 istniał Dom Modlitwy Zjednoczenia Chrześcijańskiego oraz biuro wynajmu filmów Paramount, pod numerem 19 zaś bar Carioka i kino Stylowy.
20 kwietnia 1945 roku w budynku szkolnym przy ulicy Stawowej 6 wznowiono działalność późniejszej Szkoły Podstawowej nr 10 im. Marii Curie-Skłodowskiej w Katowicach. Działała on tam do 2017 roku (przeniesiono ją na ulicę Sokolską 23), a od 2023 roku zaczęła tam funkcjonować prywatna placówka szkolna kanadyjskiej sieci Maple Bear.
W latach sześćdziesiątych XX wieku zabudowania przy ul. Stawowej za skrzyżowaniem z ul. 3 Maja wyburzono; wśród nich znajdował się hotel Kaiserhof (ul. Stawowa 19), w którym od 1894 mieściła się niemiecka żydowska loża wolnomularska Concordia. W połowie lat 70. XX wieku na ul. Stawowej w pobliżu ulicy 3 Maja ustawiono fontannę, w której woda wypływała z ust ponad 100-kilogramowej, mosiężnej figury żaby. Żaba miała symbolizować niegdysiejszy staw znajdujący się nieopodal (obecnie w tym miejscu mieści się Empik). Dla mieszkańców Katowic fontanna stała się popularnym miejscem spotkań. 11 grudnia 1992 pod numerem 5 otwarto, pierwszą na Śląsku i trzecią w Polsce, restaurację szybkiej obsługi sieci McDonald’s. W okolicy, na ulicach 3 Maja i A. Mickiewicza znajdują się przystanki autobusowe i tramwajowe Zarządu Transportu Metropolitalnego (ZTM).
W ramach ogólnoświatowej akcji Darmowe przytulanie na tej ulicy 8 marca 2009 zorganizowano jej epizod.

## Obiekty i instytucje
Przy ulicy Stawowej znajdują się następujące historyczne obiekty:
- Kamienica mieszkalno-handlowa (ul. Stawowa 3)[33]; została wzniesiona według projektu Louisa Damego[34] w 1897 w stylu eklektycznym (widoczne także elementy neobaroku i neorenesansu północnego), na planie w kształcie litery U, autorem projektu był architekt L. Dame. W 1924 czterokondygnacyjny obiekt przebudowano według projektu Alberta Kohlera. Fasada posiada charakter klasycyzujący, a siedmioosiowa elewacja frontowa jest tynkowana. Tylną oficynę pokrywa stromy dwuspadowy dach z lukarnami. Wykusze usytuowano na osiach skrajnych i na osi centralnej, pod którą umiejscowiono bramę wjazdową z zastosowanym sklepieniem żebrowym na gurtach (nad nią zlokalizowano portal ze zdobieniami i półkolumnami oraz balkony z pełnymi tynkowanymi balustradami. W niższej części fasady istnieją pilastry jońskie w wielkim porządku. Motywy neobarokowe zdobią dekoracje sztukatorskie na podokiennych płycinach. We wnętrzu zachowały się dwubiegowe schody i oryginalna balustrada tralkowa.
- Zabytkowa kamienica (ul. Stawowa 4); wpisana do rejestru zabytków 17 grudnia 1997 (nr rej.: A/1678/97[35]), została wzniesiona w 1906 w stylu secesji. Autorem projektu była niemiecka spółka budowlana Perl i Trapp. Obiekt przebudowano w 1932[36]. Pięciokondygnacyjny budynek zaplanowano na planie w kształcie odwróconej litery L. Jego dwuskrzydłową bryłę wieńczy szczyt. Siedmioosiową fasadę na wyższych kondygnacjach pozbawiono dekoracji. Frontowa elewacja jest niesymetryczna – bramę wjazdową umiejscowiono na trzeciej osi. Balkony posiadają pełne tynkowane balustrady. We wnętrzu umieszczono schody dwubiegowe z tralkową balustradą drewnianą oraz okna z kolorowymi szybkami.
- Zabytkowa kamienica eklektyczna (ul. Stawowa 7)[33]; wybudowana w latach 1896–1897 według projektu autorstwa Ludwiga Goldsteina, na planie w kształcie litery U. Obiekt posiada trójskrzydłową oficynę tylną. Dach kamienicy jest dwuspadowy, a tynkowana boniowana symetryczna fasada ma przebudowaną strefę sutereny. W bramie przejazdowej, umiejscowionej na osi kamienicy, zastosowano sklepienie krzyżowe na gurtach z ozdobnymi wspornikami. Wieńczy ją flankowany pilastrami ozdobny portal. Na skrajnych osiach zastosowano loggie balkonowe, zamknięte kamiennymi tralkowymi balustradami. We wnętrzu budynku istnieją schody dwubiegowe wraz z oryginalną balustradą drewnianą. W dwudziestoleciu międzywojennym funkcjonowało tu biuro wynajmu filmów Ursus[23].
- Kamienica mieszkalno-handlowa (ul. Stawowa 8)[33]; wybudowana pod koniec wieku XIX, w stylu historyzmu. Autor projektu nie jest znany. Istnieją przypuszczenia, że autorem projektu mógł być budowniczy Czieslik, który wykonał obliczenia statyczne budynku. Siedmiokondygnacyjny obiekt zlokalizowano na planie w kształcie prostokąta, na linii pierzei ulicy. Posiada oficyny tylną i boczną oraz prostą, licowaną czerwoną cegłą, bryłę z niesymetryczną elewacją frontową i tynkowany detal architektoniczny. W pełnym łuku zamknięto bramę wjazdową, umiejscowioną na osi kamienicy, posiadającą sklepienie żaglaste na gurtach, wspartych na pilastrach. Dwuspadowy dach ma niewielki spadek. Zaokrąglone naroża zastosowano przy balkonach. We wnętrzu zachowała się oryginalna stolarka okienna oraz dwubiegowe schody z oryginalną drewnianą balustradą tralkową.

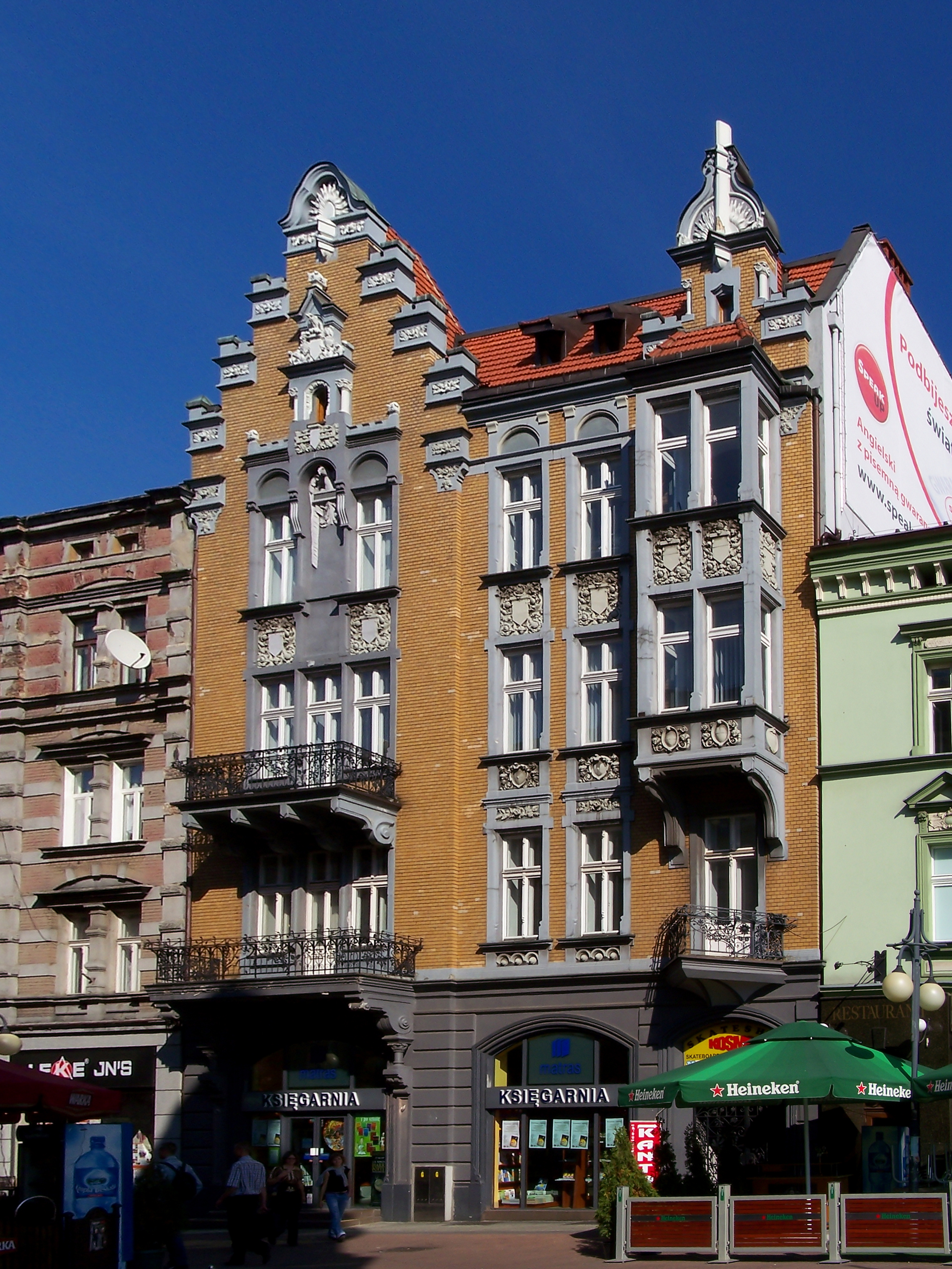
Kamienica przy ul. Stawowej 10 (wybudowana w 1896)

- Kamienica (ul. Stawowa 10); wybudowana w 1896 w stylu neorenesansu północnego, na planie zbliżonym do litery L. Autorem projektu był Max Grünfeld[37] (bądź Georg Zimmermann). Czterokondygnacyjny budynek z podpiwniczeniem i poddaszem oraz dachem dwuspadowym, pokrytym dachówką, posiada zwartą bryłę, rozbitą ryzalitem zwieńczonym schodkowym szczytem oraz trójbocznym i dwukondygnacyjnym wykuszem. Elewacja frontowa jest niesymetryczna. Ozdobne konsole wspierają balkony z kutymi balustradami. Tynkowana, boniowana kondygnacja parteru posiada trzy osie. Profilowane opaski zastosowano przy łukowych wykończeniach otworów okiennych. W trzeciej i czwartej osi zlokalizowano wykusz. Pod oknami umiejscowiono płyciny, zawierające kartusze i dekorację, imitującą roślinność. Polichromia florystyczna zachowała się na sklepieniu krzyżowym w bramie przejazdowej. Sklepienie to wznosi się na gurtach, wspartych na lizenach. We wnętrzu obiektu istnieje klatka schodowa z oknami (z zachowanymi szybkami ze szkła trawionego) oraz schody dwubiegowe, z metalową kutą balustradą. W dwudziestoleciu międzywojennym w kamienicy mieściła się restauracja Zdrój Okocimski[38] oraz biuro sprzedaży walcowni cynku Blacha Cynkowa. Do 1932 funkcjonowała pod tym numerem także Izba Rzemieślnicza[21].
- Kamienica mieszkalno-handlowa (ul. Stawowa 11)[33]; wzniesiona w 1893 w stylu neorenesansu północnego (niemieckiego), na planie w kształcie litery L. Autorem projektu był architekt Ignatz Grünfeld. Czterokondygnacyjny, podpiwniczony obiekt posiada dwuskrzydłową bryłę i centralny ryzalit (nieznaczny, z wieńczącym szczytem schodkowym i kolumnową, bogato zdobioną loggią balkonową). Drzwi zlokalizowano w osi skrajnej. Czteroosiowa fasada jest symetryczna i licowana czerwoną cegłą. Zawiera tynkowany detal architektoniczny. Budynek został nakryty stromym dwuspadowym dachem z facjatkami. W tynkowanych opaskach zostały osadzone otwory okienne (tylko nad oknami drugiej kondygnacji umiejscowiono naczółki z dekoracją sztukatorską). W sieni kamienicy znajdują się oryginalne: posadzka kamienna, faseta sufitowa i ceramiczna okładzina ścian oraz dwubiegowe schody z metalową balustradą.
- Zabytkowa kamienica (ul. Stawowa 13, róg z ul. 3 Maja); wpisana do rejestru zabytków (nr rej.: A/1306/83 z 7 lipca 1983[35])[39]. Czterokondygnacyjny, podpiwniczony budynek wzniesiono na planie zbliżonym do prostokąta z boczną oficyną (narożnik zaokrąglono). Jego dwuskrzydłowa bryła posiada niewielkie wykusze, zamknięte balkonami z kutymi, ozdobnymi balustradami. Tynkowane opaski zastosowano w otworach okiennych. Okna na trzeciej kondygnacji mają gzymsy, wsparte na konsolkach. Pomiędzy nimi umiejscowiono rzeźby główek aniołów. Okna na osiach: czwartej, szóstej i narożnej posiadają flankowane hełmy. Elewację wieńczy neobarokowy fryz sztukatorski oraz gzyms oparty na konsolach. Do 1939 w kamienicy działał oddział Bawarskiego Towarzystwa Ubezpieczeniowego[21] (Bayrische Versicherungsbank[40]).

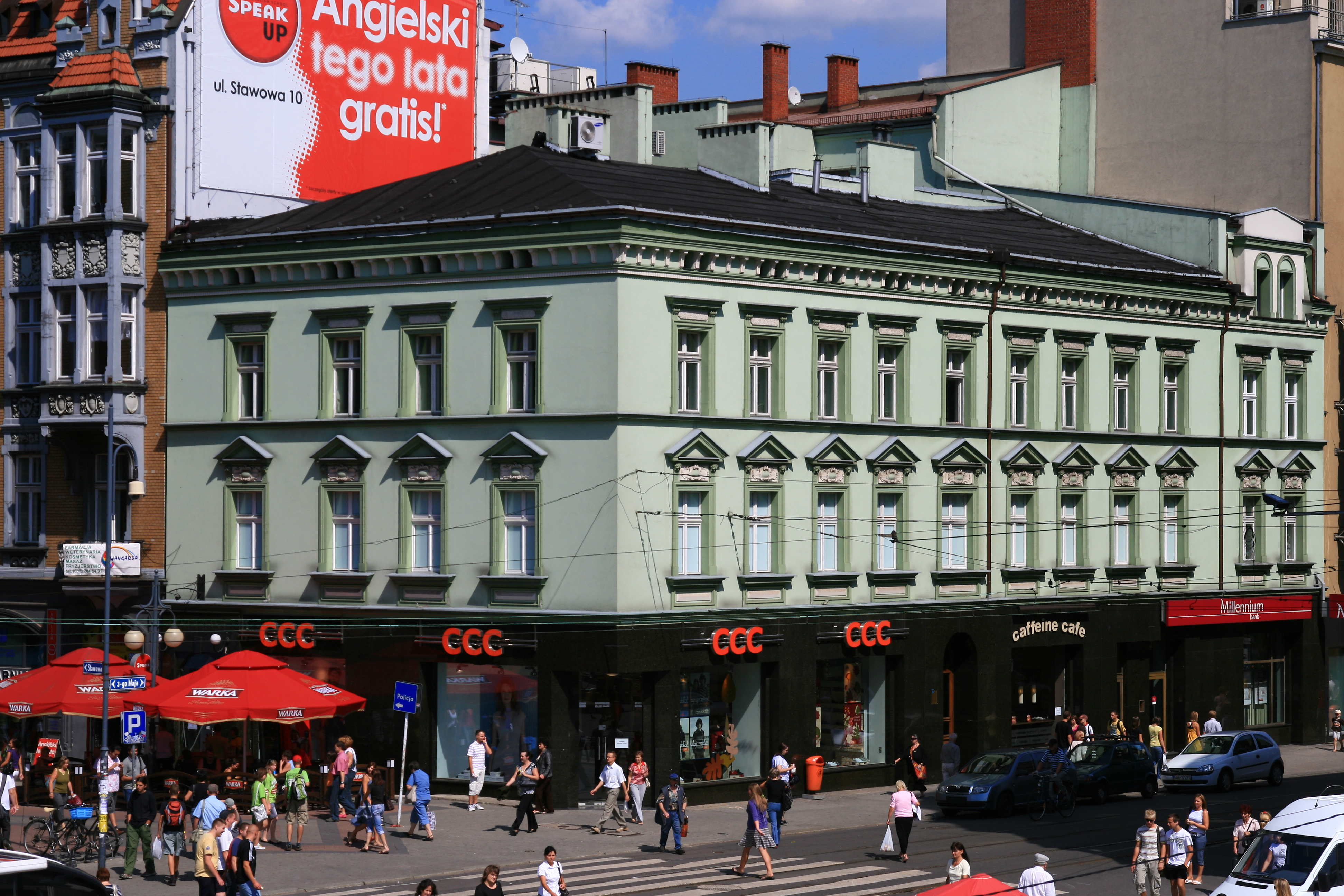
Kamienica Oswalda Findeisena na rogu ul. Stawowej i ul. 3 Maja

- Neobarokowa kamienica Oswalda Findeisena (ul. 3 Maja 13, róg z ul. Stawową 10[33]); wybudowany w końcu XIX wieku w stylu neobarokowym[39]. Pierwotnie fasada została ukształtowana w stylu "okrągłych łuków" i boniowana. Kamienicę przebudowano prawdopodobnie w latach dziewięćdziesiątych XIX wieku. Nadaną wówczas szatę neorenesansową nosi do dzisiaj. Wzniesiono ją na planie w kształcie odwróconej litery L. Trójkondygnacyjna dwuskrzydłowa bryła budynku posiada podpiwniczenie, poddasze, dwuspadowy dach, niewielki szczyt w elewacji południowej.
- Kamienica na rogu ul. Mickiewicza 22 i ul. Stawowej 2[33]; wybudowana w 1906 w stylu eklektycznym przez niemieckie przedsiębiorstwo Perl i Trapp. Pięciopiętrowy budynek wzniesiono na planie litery U; posiada trójskrzydłową bryłę oraz narożne wykusze z wieżyczkami, nakrytymi hełmami i łuk pełny, wieńczący portal.

Przy ulicy Stawowej znajdują się także inne historyczne budynki: kamienice mieszkalne (pod numerami 5, 9) i budynek szkoły z początku XX wieku (pod numerem 6).
Przy ulicy Stawowej w 2011 roku swoją siedzibę miały m.in.: Szkoła Podstawowa nr 10 im. Marii Curie-Skłodowskiej w Katowicach, Komisariat Policji nr VI, Stowarzyszenie Studenckie „Inicjatywa”, kantory i oddziały banków, sklepy oraz firmy handlowo-usługowe, restauracje, księgarnia, biura podróży, szkoły językowe, biuro architektoniczne.